# Bryodema wuhaiensis
Bryodema wuhaiensis is een rechtvleugelig insect uit de familie veldsprinkhanen (Acrididae). De wetenschappelijke naam van deze soort is voor het eerst geldig gepubliceerd in 1993 door Huo & Zheng.